# Навроцкая, Владислава
Владислава Навроцкая (пол. Władysława Nawrocka, 14 июля 1917, Львов Австро-Венгрия, в настоящее время Украина — 26 марта 2007, Даллас, США) — польская актриса театра и кино.

## Биография
Родилась во Львове. Во время немецкой оккупации Варшавы играла в Театре комедии. В 1945—1946 годах — актриса Камерного театра в Кракове. Затем играла в Театре Повшехном в Лодзи (1947), в Нижнесилезском театре во Вроцлаве (1948—1952), Театре Дома Войска Польского в Варшаве (1952), Театре Выбжеже в Гданьске (1953—1955), Театре Людовом в Варшаве (1955—1957), а также в Театре Вспулчесном в Варшаве.
Последние годы прожила в США. Умерла в Далласе.

## Личная жизнь
Была первой женой писателя Станислава Дыгата и матерью писательницы Магды Дыгат.

В своей книге «Расставания» («Rozstania») Магда Дыгат отзовется о Навроцкой весьма резко, обвинив её в том, что она была плохой матерью, совсем не занимавшейся своим ребёнком, и плохой женой, не любившей своего мужа, из-за чего Дыгат ушёл к Калине Ендрусик.

## Фильмография
- 1949 — За вами пойдут другие… / Za wami pójdą inni… — Янка
- 1963 — Новогоднее приключение / Przygoda noworoczna